# فرابر

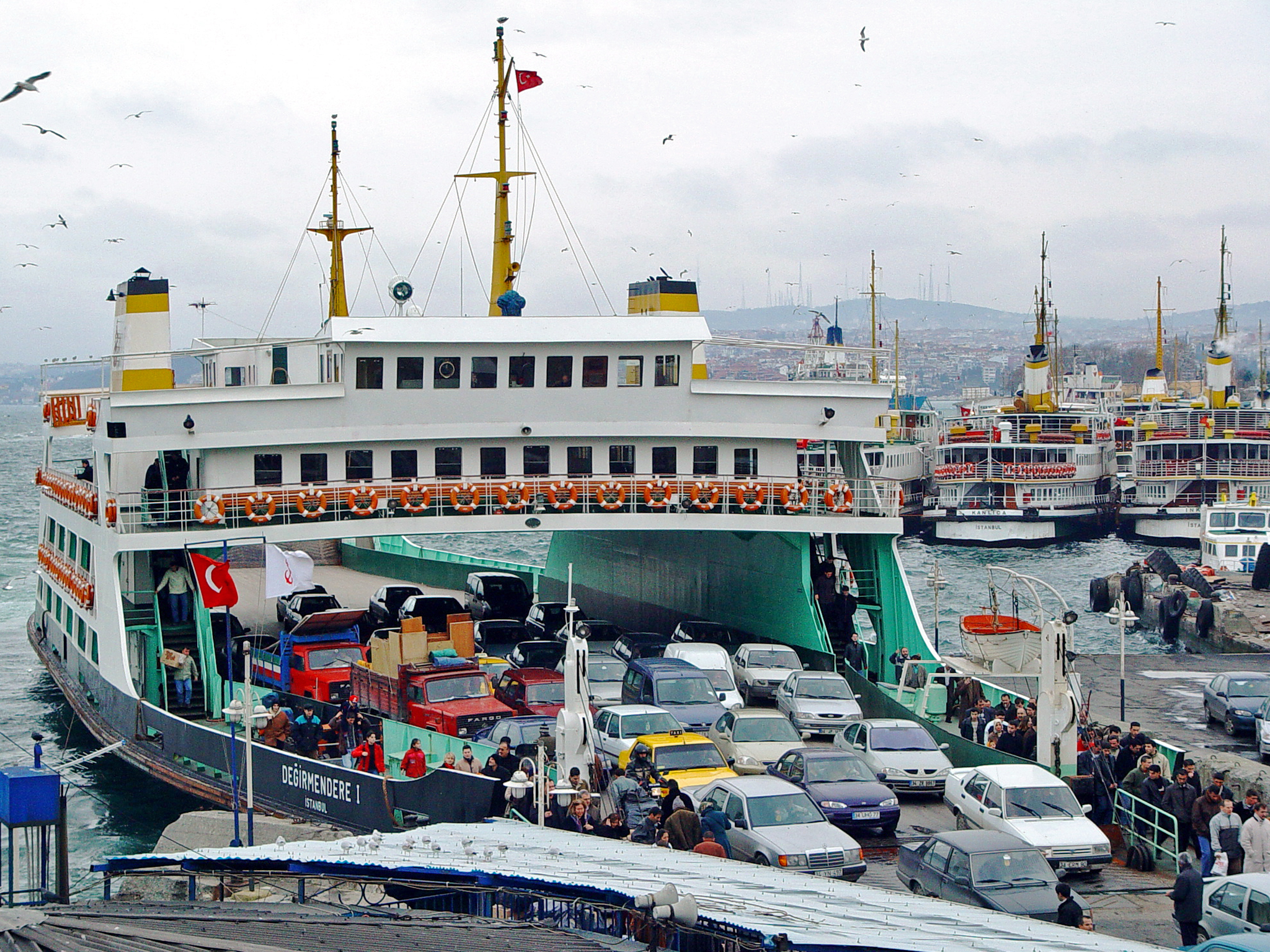
یک فرابر در استانبول

فرابَر (به انگلیسی: ferryboat) نام گونه‌ای قایق یا کشتی برای جابجایی مسافر، خودرو یا وسایل دیگر است و به‌عنوان گونه‌ای از ترابری عمومی محسوب می‌شود. تاکسی دریایی، زیرمجموعهٔ فرابر برای جابجایی مسافر از یک سوی رودخانه، دریاچه یا دریا به‌سوی دیگر، کار پل را انجام می‌دهد.

## در ایران

### خلیج فارس و دریای عمان
فرابرهای بسیاری بین جزیره‌های کیش، قشم با بندرهای دیگر از جمله بندرعباس، بندر آفتاب، بندر گناوه و بندر بوشهر به‌صورت ساعتی یا روزانه در حال رفت‌وآمد هستند.

### اروندرود
اروندرود از معدود رودخانه‌های ایران است که قابلیت استفاده از فرابر را دارد.

### دریای خزر
در بندر انزلی از فرابر برای انتقال مسافر به دیگر بندرها دریای خزر استفاده می‌شود.